# 米尔斯
米尔斯是奥地利蒂罗尔州因斯布鲁克兰县的一个市镇。总面积6.93平方公里，总人口4151人，人口密度599.0人/平方公里（2011年）。